# Eurogamer
Eurogamer es una revista y sitio web con sede en Brighton enfocado en noticias, críticas, presentaciones y entrevistas acerca de videojuegos. Está operada por Eurogamer Network Ltd., empresa que fue fundada en 1999 por los hermanos Rupert y Nick Loman. Eurogamer ha crecido tanto que ahora es uno de los sitios web europeos sobre videojuegos más visitados. La Eurogamer Network anunció que es el sitio más leído de todos los sitios de videojuegos independientes en Reino Unido (alrededor de 1,8 millones de usuarios en noviembre de 2007, incluyendo el tráfico de los sitios en idioma francés y alemán), y fue uno de los primeros sitios en tratar acerca del tráfico de verificaciones independientes por el sistema de ABC Electronic.
Los sitios web GamesIndustry.biz y Get Games son filiales de Eurogamers, y tiene tres divisiones: Eurogamer Video, Eurogamers y DigitalFoundry, sección en la que realizan análisis técnicos en profundidad.
En 2008 lanzaron su sitio español, Eurogamer.es, con contenido creado por redactores españoles para este público. Su sede está en Barcelona.

## Sub-salidas
Eurogamer  es el sitio principal de la familia Gamer Network de sitios web relacionados con videojuegos. Tiene varios puntos de venta regionales:
- Eurogamer.cz  para la República Checa.[4]
- Eurogamer.de  para Alemania;[5] lanzado en cooperación con Extent Media el 24 de agosto de 2006 para coincidir con la exposición Convención de Juegos de ese año.[6]

- Eurogamer.dk  para Dinamarca;[7] lanzado en junio de 2009 y dirigido por Kristian West.[8]
- Eurogamer.es  para España.[9]

- Eurogamer.it  para Italia.[10]
- Eurogamer Benelux  para los Países Bajos y Bélgica;[11] lanzado en agosto de 2008 y dirigido por Steven De Leeuw.[12]

- Eurogamer.pl  para Polonia.[13]
- Eurogamer.pt  para Portugal;[14] lanzado en asociación con LusoPlay en mayo de 2008.[15]

 Digital Foundry , fundada en 
2004, ha sido alojada en  Eurogamer  desde 2007 y está dirigida por Richard Leadbetter. Realiza análisis técnicos de juegos.